# Овечкина, Надежда Геннадьевна
Наде́жда Генна́дьевна Ове́чкина (30 сентября 1958, Москва, РСФСР, СССР) — советская хоккеистка (хоккей на траве), защитник. Бронзовый призёр летних Олимпийских игр 1980 года.

## Биография
Родилась 30 сентября 1958 года в Москве.
Играла в хоккей на траве за «Спартак» из Люберец.
Входила в первый в истории состав женской сборной СССР, собранный в декабре 1977 года.
В 1980 году вошла в состав женской сборной СССР по хоккею на траве на летних Олимпийских играх в Москве и завоевала бронзовую медаль. Играла на позиции защитника, провела 5 матчей, мячей не забивала.
В 1981 году завоевала бронзовую медаль чемпионата мира в Буэнос-Айресе.
После заключения брака (10.03.1979) — Надежда Геннадьевна Сучеван. Работала на предприятии ТСиС № 1 ГУП тепловых станций и сетей города Москвы (ГУП «Мостеплоэнерго»).